# Taedonggang-guyŏk
Taedonggang-guyŏk ist einer der 18 Stadtbezirke Pjöngjangs, der Hauptstadt Nordkoreas. Der Bezirk grenzt im Süden an Tongdaewŏn-guyŏk. Der Taedong-gang bildet die Grenze zum Innenstadtbezirk Chung-guyŏk. In Taedonggang-guyŏk befinden sich mehrere diplomatische Vertretungen anderer Länder.
Die Okryu-Brücke, die Rungra-Brücke und die Chongnyu-Brücke verbinden den Bezirk mit dem nördlich des Taedong-gang gelegenen Stadtgebiets und der Insel Rungra.

## Geschichte
Taedonggang-guyŏk bildete ursprünglich den Stadtteil Ost-Pjöngjang. Während der Zeit der japanischen Herrschaft befand sich ein Flughafen in dem Stadtteil, der sich etwa über die Hälfte der Fläche des heutigen Bezirks erstreckte. 1958 wurde er als der heutige Stadtteil Pjöngjangs eingerichtet.

## Bauwerke und Einrichtungen
Im Ortsteil Tongmun-dong befindet sich das Monument zur Gründung der Partei der Arbeit Koreas das im Jahr 1995 errichtet wurde und an die Gründung der Partei der Arbeit Koreas im Jahre 1945 erinnern soll.

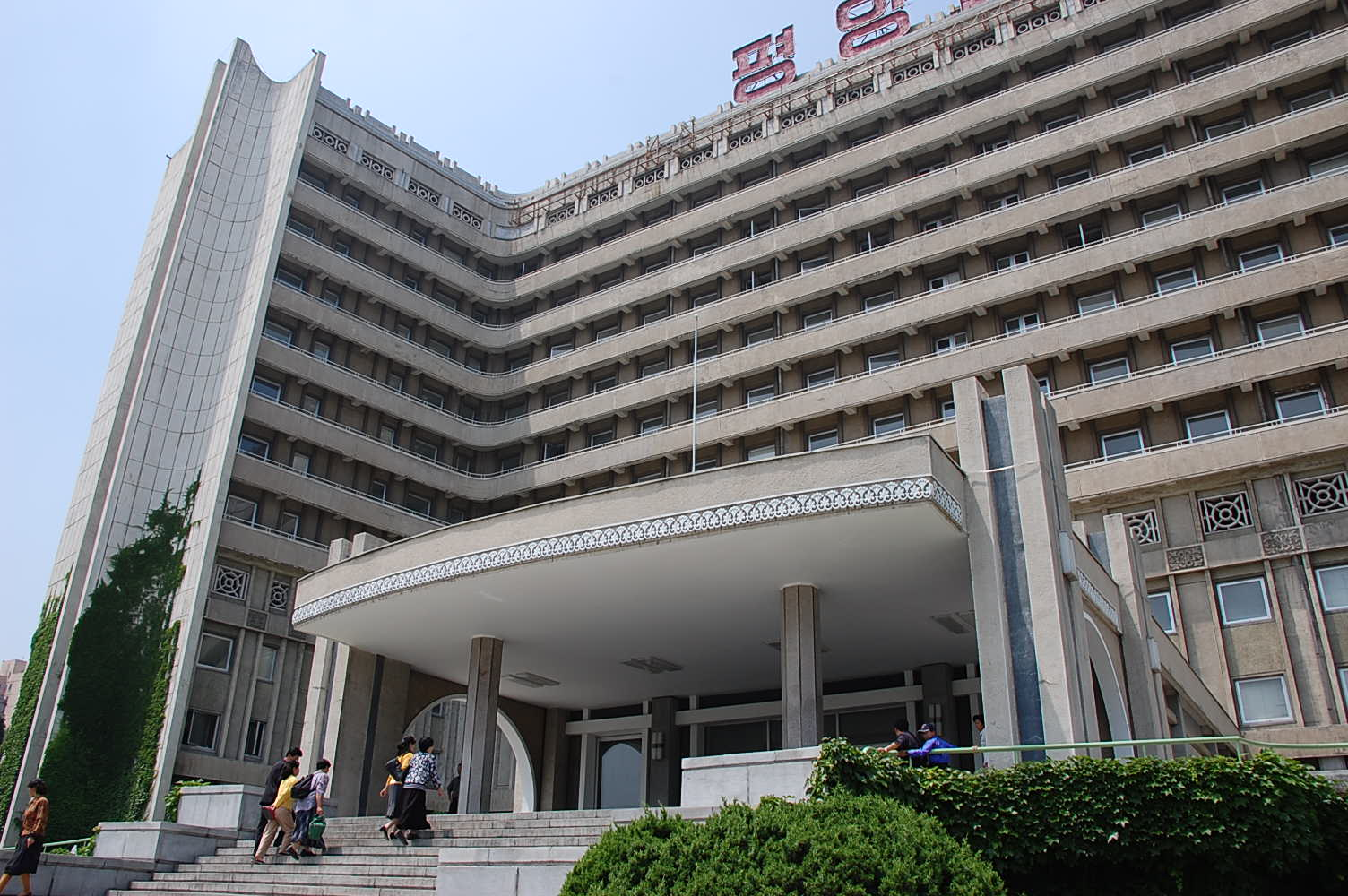
Pjöngjanger Entbindungsklinik

An medizinischen Einrichtungen liegen in dem Bezirk das Kim-Man-Yu-Krankenhaus und die Pjöngjanger Entbindungsklinik in der Sanwon-Straße. Auf ganzheitliche Medizin konzentrieren sich die zehn Forschungsinstitute des National Academy and Institute of Koryo Medicine.
Am Ufer des Taedong-gang im Norden des Bezirks befindet sich der Wasservergnügungspark Munsu auf einer Fläche von 240.000 Quadratmetern und mit Platz für täglich bis zu 8000 Besuchern. Im Süden des Bezirks dient der Sanwon-Park als Naherholungsgebiet.

## Diplomatische Vertretungen
Taedonggang-guyŏk ist Standort mehrerer diplomatischer Vertretungen. Die meisten Botschaften liegen in den Ortsteilen Munsu-dong und Muhung-dong. Für Kinder des diplomatischen Personals wurde speziell eine Schule für Ausländer eingerichtet, welche sich nicht an den Lehrplänen Nordkoreas orientiert.
- Ägyptische Botschaft
- Britische Botschaft
- Deutsche Botschaft
- Indische Botschaft
- Indonesische Botschaft
- Iranische Botschaft
- Irische Botschaft
- Laotsche Botschaft
- Mongolische Botschaft
- Nigerianische Botschaft
- Polnische Botschaft
- Rumänische Botschaft
- Schwedische Botschaft
- Schweizer Botschaft
- Tschechische Botschaft
- Vietnamesische Botschaft

## Bildung
In Taedonggang-guyŏk befinden sich mehrere Hochschulen und Bildungseinrichtungen. Zu den älteren gehört die Pjöngjang University of Mechanical Engineering. Die auf Maschinenbau spezialisierte Universität wurde im September 1959 gegründet und beinhaltet 19 Fakultäten und etwa 50 Lehrstühle.
Die Pjöngjang University of Music and Dance existiert seit 1972 und ging aus einem Zusammenschluss des Pjöngjang Dance College und des Pjöngjang College of Art hervor. Zusätzlich existiert in Taedonggang-guyŏk eine weitere Musikhochschule, das Pjöngjang Kim Won Gyun Konservatorium. Es besteht seit 2006 und trägt seinen Namen nach dem nordkoreanischen Komponisten Kim Won Gyun.
Die Korean School for Foreigners ist speziell für Kinder von dauerhaft in Nordkorea lebenden Ausländern und Diplomaten eingerichtet worden. Der Lehrplan orientiert sich dem westlicher Bildungseinrichtungen und verzichtet auf ideologische Einflussnahme der Demokratischen Volksrepublik Korea.
Die University of International Studies ist eine Hochschule für Mitarbeiter des nordkoreanischen Staatsapparates, welche im Auslandseinsatz tätig sind bzw. sein sollen. Sie ist sowohl dem Bildungs- als auch dem Außenministerium untergeordnet.
Des Weiteren befinden sich die University of Economics und das Military Medical College für Militärmedizin in dem Bezirk.

## Verwaltungsgliederung
Taedonggang-guyŏk ist in zwölf Verwaltungseinheiten, die Dongs eingeteilt. Die Ortsteile Soryong-dong, Sagok-dong und Rungra-dong sind wiederum in zwei, die Ortsteile Tapche-dong, Munsu-dong, Okryu-dong und Chongryu-dong in drei Verwaltungseinheiten untergliedert.
|                  | Chosŏn'gŭl | Hancha   |
| ---------------- | ---------- | -------- |
| Chongryu-dong    | 청류동     | 淸流洞   |
| Munhung-dong     | 문흥동     | 文興洞   |
| Munsu-dong       | 문수동     | 紋繡洞   |
| Okryu-dong       | 옥류동     | 玉流洞   |
| Puksu-dong       | 북수동     | 北繡洞   |
| Rungra-dong      | 릉라동     | 綾羅洞   |
| Sagok-dong       | 사곡동     | 四谷洞   |
| Soryong-dong     | 소룡동     | 小龍洞   |
| Taedonggang-dong | 대동강동   | 大洞江洞 |
| Tapche-dong      | 탑제동     |          |
| Tongmun-dong     | 동문동     | 東門洞   |
| Uiam-dong        | 의암동     | 衣岩洞   |